# Liczby p-adyczne całkowite
Liczby p-adyczne całkowite (gdzie {\displaystyle \mathbb {N} \ni p>1,} np. 10-adyczne, 2-adyczne) są rozszerzeniem pojęcia liczb całkowitych i (gdy p jest liczbą pierwszą) szczególnym przypadkiem liczb p-adycznych. Liczba p-adyczna całkowita to nieskończony ciąg liczb całkowitych {\displaystyle a_{i}} zwanych cyframi, zawartych w przedziale {\displaystyle [0,p-1],} gdzie {\displaystyle i=0,1,\dots }
Skrótowo zapisuje się je jako:
{\displaystyle ...a_{7}a_{6}a_{5}a_{4}a_{3}a_{2}a_{1}a_{0}.}

## Działania
Dodawanie, odejmowanie, mnożenie i dzielenie wśród liczb p-adycznych wykonuje się analogicznie jak odpowiednie działania pisemne dla liczb całkowitych w systemie liczbowym o podstawie {\displaystyle p,} choć oczywiście cyfr jest tu nieskończenie wiele. Na przykład dla liczb 10-adycznych:
{\displaystyle {\begin{array}{r}...129129129\\{\underline {+\quad ...545454545}}\\...674583674\end{array}}}

## Liczby ujemne
Liczby ujemne można zdefiniować w następujący sposób: liczbą p-adyczną {\displaystyle -x} nazywamy liczbę, która odjęta od x da zero (...0000).
Tym samym wśród liczb 10-adycznych:
- −1 = ...99999
- −2 = ...99998
- −10 = ...99990
- −15 = ...99985

itd.
Ogólnie liczbę przeciwną do liczby {\displaystyle ...a_{7}a_{6}a_{5}a_{4}a_{3}a_{2}a_{1}a_{0}} konstruujemy następująco:
1. Każdą cyfrę {\displaystyle a_{i}} zastępujemy przez {\displaystyle p-1-a_{i}.}
2. Dodajemy do tak powstałej liczby p-adycznej 1.

Zachodzi tu analogia z używanym w informatyce kodem uzupełnień do dwóch (U2), który koduje skończone liczby całkowite ujemne za pomocą liczb naturalnych w analogiczny sposób, jak w liczbach 2-adycznych.

## Moc zbioru liczbp-adycznych całkowitych
Zbiór liczb p-adycznych całkowitych ma moc continuum, więc podobnie jak w przypadku liczb rzeczywistych jedynie znikomo mały ich podzbiór jesteśmy w stanie zapisać w ten sposób (np. gdy występuje okres). W przypadku bardziej złożonych liczb p-adycznych musimy podawać wzór na elementy ciągu {\displaystyle a_{i},} co także nie wyczerpuje wszystkich możliwych liczb p-adycznych (taki wzór może nie dawać się zapisać w skończonej postaci).
Liczby p-adyczne całkowite tworzą pierścień przemienny nad pierścieniem liczb całkowitych. Elementem neutralnym dodawania jest {\displaystyle ...0000,} czyli liczba całkowita zero.

## Przykłady
- {\displaystyle ...000652} (można ją utożsamiać z liczbą całkowitą {\displaystyle 652})
- {\displaystyle ...999348} (można ją utożsamiać z liczbą całkowitą {\displaystyle -652})